# DDR-Badmintonmeisterschaft 1982
Die DDR-Badmintonmeisterschaft 1982 fand vom 22. bis zum 23. Mai 1982 in Greifswald statt. Es war die 22. Austragung der Titelkämpfe.

## Medaillengewinner
| Disziplin    | Gold                                                                        | Silber                                                                        | Bronze                                                                    |
| ------------ | --------------------------------------------------------------------------- | ----------------------------------------------------------------------------- | ------------------------------------------------------------------------- |
| Herreneinzel | Thomas Mundt (Einheit Greifswald)                                           | Edgar Michalowski (Einheit Greifswald)                                        | Erfried Michalowsky (Einheit Greifswald)                                  |
| Herreneinzel | Thomas Mundt (Einheit Greifswald)                                           | Edgar Michalowski (Einheit Greifswald)                                        | Frank-Thomas Seyfarth (Fortschritt Tröbitz)                               |
| Dameneinzel  | Monika Cassens (HSG Lok HfV Dresden)                                        | Petra Michalowsky (Einheit Greifswald)                                        | Birgit Kämmer (Einheit Greifswald)                                        |
| Dameneinzel  | Monika Cassens (HSG Lok HfV Dresden)                                        | Petra Michalowsky (Einheit Greifswald)                                        | Petra Tobien (Kühlautomat Berlin)                                         |
| Herrendoppel | Erfried Michalowsky Edgar Michalowski (Einheit Greifswald)                  | Thomas Mundt Frank-Thomas Seyfarth (Einheit Greifswald / Fortschritt Tröbitz) | Fred Fiebig Wolfgang Pasler (Lok Blankenburg / Aktivist Niederwürschnitz) |
| Herrendoppel | Erfried Michalowsky Edgar Michalowski (Einheit Greifswald)                  | Thomas Mundt Frank-Thomas Seyfarth (Einheit Greifswald / Fortschritt Tröbitz) | Manfred Blauhut Jens Scheithauer (HSG DHfK Leipzig)                       |
| Damendoppel  | Monika Cassens Ilona Michalowsky (HSG Lok HfV Dresden / Einheit Greifswald) | Angela Michalowski / Petra Michalowsky (Einheit Greifswald)                   | Birgit Kämmer Dagmar Friedrich (Einheit Greifswald / HSG Lok HfV Dresden) |
| Damendoppel  | Monika Cassens Ilona Michalowsky (HSG Lok HfV Dresden / Einheit Greifswald) | Angela Michalowski / Petra Michalowsky (Einheit Greifswald)                   | Petra Tobien Michaela Junker (Kühlautomat Berlin)                         |
| Mixed        | Edgar Michalowski Monika Cassens (Einheit Greifswald / HSG Lok HfV Dresden) | Erfried Michalowsky Petra Michalowsky (Einheit Greifswald)                    | Frank-Thomas Seyfarth Christine Ober (Fortschritt Tröbitz)                |
| Mixed        | Edgar Michalowski Monika Cassens (Einheit Greifswald / HSG Lok HfV Dresden) | Erfried Michalowsky Petra Michalowsky (Einheit Greifswald)                    | Thomas Mundt Ilona Michalowsky (Einheit Greifswald)                       |